# مازن معروف
مازن معروف، كاتب ومترجم وشاعر فلسطيني-آيسلندي من مواليد 1978. له مجموعة من الإصدارات الأدبية. وترجم عن اللغة الآيسلندية روايات عديدة منها رواية «سطح مفروش بالأزهار» للكاتب إنغبيورغ سيغوردردوتر. ترشحت مجموعته القصصية «نكات للمسلحين» إلى القائمة الطويلة لجائزة مان بوكر الدولية في عام 2019. ترجمت بعض من أعماله وقصائده الشعرية إلى لغات عديدة منها الإنجليزية، والفرنسية، والإيطالية، والإسبانية وغيرها.

## السيرة الذاتية
ولد مازن معروف، في بيروت لعائلة فلسطينية تعود أصولها لدير القاسي عام 1978. انتقل مع عائلة إلى تل الزعتر في بداية الحرب الأهلية في لبنان، ويقيم حاليا في آيسلندا. درس في الجامعة اللبنانية ونال على شهادة البكالوريوس من كلية العلوم في الكيمياء. عمل مدرسا لمادة الكيمياء والفيزياء لسنوات عديدة قبل أن يبدأ مسيرته الأدبية في عام 2001. بدأ معروف مشواره الأدبي أولاً في الشعر حيث أصدر مجموعته الشعرية الأولى بعنوان «كأن حزننا خبز» في عام 2001 الصادرة عن دار الفارابي، ثم أصدر مجموعته الثانية «الكاميرا لا تلتقط العصافير» من دار الجمل في عام 2011، ومجموعته الثالثة «ملاك على حبل غسيل» أصدرها عام 2012. وبعدها نشر أول مجموعة قصصية له بعنوان يدا أبي الصادرة عن هيئة أبوظبي للثقافة والتراث.
تُرجمت بعض من قصائده إلى عدة لغات منها الإنجليزية، والإسبانية، والإيطالية، والآيسلندية، والنرويجية، والمالطية، والأوردو، والصينية وغيرهم. كما أنه كتب في النقد الأدبي والتشكيلي والمسرح ولمجلات وصحف ثقافية في لبنان والعالم العربي. كما أنه تَرجم العديد من القصائد والروايات والقصص القصيرة عن اللغة الآيسلندية إلى العربية منها كتاب «الثغلب الأزرق» للكاتب شون، والكتاب «الذبابة التي أنهت الحرب» للكاتب الآيسلندي برندس بيروفينردوتر. حصل معروف على جائزة لينيراتور – لانا التي تمنحها مدينة لانا (الآلب الإيطالي) للشعر في عام 2014، ثم على جائزة الملتقى للقصة القصيرة العربية في الكويت في دورتها الأولى عام 2016، وقد ترشحت مجموعته القصصية «نكات للمسلحين» إلى القائمة الطويلة لجائزة مان بوكر الدولية في عام 2019.

## المؤلفات

### مجموعات شعرية
- كأن حزننا خبز، دار الفرابي، 2001
- الكاميرا لا تلتقط العصافير، منشورات الجمل، 2011
- ملاك على حبل غسيل، دار الكوكب، 2012

### روايات وقصص قصيرة
- نكات للمسلحين، مجموعة قصصية، رياض الريس للكتب والنشر، 2015
- الجرذان التي لحست أذني بطل الكاراتيه، مجموعة قصصية، منشورات المتوسط، 2017
- كيوم مشمس على دكة الإحتياط، مجموعة قصصية، منشورات دار نوفل، 2022
- لعنة صبي كرات الطين، رواية، منشورات دار نوفل، 2024[8]

### ترجمات
- يدا أبي، للكاتب مايرون أولبرغ، مشروع كلمة: هيئة أبوظبي للثقافة والتراث، 2012

- الثغلب الأزرق، للكاتب شون، دار الساقي، 2013
- سطح مفروش بالأزهار للكاتب إنغبيورغ سيغوردردوتر، الفُلك للترجمة والنشر، 2016
- الذبابة التي أنهت الحرب للكاتب برندس بيورفينزدوتر، الفُلك للترجمة والنشر، 2016
- ليليات: خمس قصص عن الموسيقى وحلول الليل، للكاتب كازو إيشيفون، دار جامعة حمد بن خليفة للنشر، 2018

## الجوائز
- نال على جائزة الملتقى للقصة القصيرة العربية في الكويت في دورتها الأولى في عام 2016.
- فاز بجائزة ليتيراتور – لانا التي تمنحها مدية لانا (الآلب الإيطالي) للشعر في عام 2014.